# VLAST의 음반
이 문서는 VLAST에서 발매한 음반 목록이다.

## 2020년대
- 2023년 3월 12일 플레이브 - [1st Single Album] ASTERUM
- 2023년 5월 25일 플레이브 - [Digital Single] 왜요 왜요 왜?
- 2023년 8월 24일 플레이브 - [1st Mini Album] ASTERUM : The Shape of Things to Come
- 2023년 12월 12일 플레이브 - [Digital Single] Merry PLLIstmas
- 2024년 2월 26일 플레이브 - [2nd Mini Album] ASTERUM : 134-1
- 2024년 8월 20일 플레이브 - [Digital Single] Pump Up The Volume!